# Мети (острво)
Острво Мети (енгл. Matty Island) је једно од острва у канадском арктичком архипелагу. Острво је у саставу канадске територије Нунавут.
Површина износи 477 km². Острво је ненасељено.